# Kahoku
Kahoku (かほく市 -shi) é uma cidade japonesa localizada na província de Ishikawa.
Em 1 de Outubro de 2004 a cidade tinha uma população estimada em 35 401 habitantes e uma densidade populacional de 547 h/km². Tem uma área total de 64,76 km².
Recebeu o estatuto de cidade em 2004.

## Cidade-irmã
- Meßkirch, Alemanha